# Anyang (métro de Séoul)
Pour l’article homonyme, voir Anyang (Corée du Sud).
Anyang (hangeul : 안양 ; hanja : 安養) est une station de passage de la ligne 1 du métro de Séoul. Elle est située au 232 Manan-ro, dans le quartier Anyang 1-dong de l'arrondissement Manan-gu (en) de la ville Anyang-si, dans la province Gyeonggi-do, au sud-ouest de la ville de Séoul en Corée du Sud. La bouche 1 est également l'accès au centre commercial Enter-6, qui est également situé dans le bâtiment de la station. 
La gare d'origine ouvre en 1905 et la station du métro en 1974. a station du métro est desservie par les rames de services omnibus et express de la ligne 1. Elle est également en correspondance directe avec la gare d'Anyang desservie par des trains Mugunghwa-ho.

## Situation sur le réseau

Plan du réseau (2023)

Établie en surface, la station Anyang est une station de passage de la ligne 1 (branche Guro-Sinchang) du métro de Séoul, elle est située : entre la station Gwanak, en direction du terminus nord-est Yeoncheon, et la station Myeonghak, en direction du terminus sud-ouest Sinchang.
La station est en correspondance directe avec les quais de la gare d'Anyang, située sur les voies ferroviaires de la ligne Gyeongbu, entre la gare de Yeongdeungpo et la gare de Suwon.

## Histoire

### Gare ferroviaire
La gare Anyang d'origine est mise en service le 1er janvier 1905, lors de l'ouverture à l'exploitation de la ligne Gyeongbu. 

### Station de métro
La nouvelle station de métro Anyang est mise en service le 15 août 1974, lors de l'ouverture à l'exploitation de la section de la station Seoul à la station Suwon, dite ligne Gyeongbu, de la nouvelle ligne 1 du métro de Séoul.
La nouvelle gare construite sur des fonds privés est achevée le 15 décembre 2001. Le service des rames express, entre la station Gare de Séoul et la station Suwon, débute le 20 janvier 2005.

## Services aux voyageurs

### Accès et accueil
La station est située au 232 Manan-ro, dans le quartier Anyang 1-dong. Elle dispose de trois bouches.

### Desserte

#### Métro ligne 1
Anyang est desservie par des rames des services omnibus et express (Gyeongbu Express) de la ligne 1 du métro de Séoul. Suivant les services les rames utilisent les quais 1, 2, 3 et 4, équipés de portes palières.

Installations
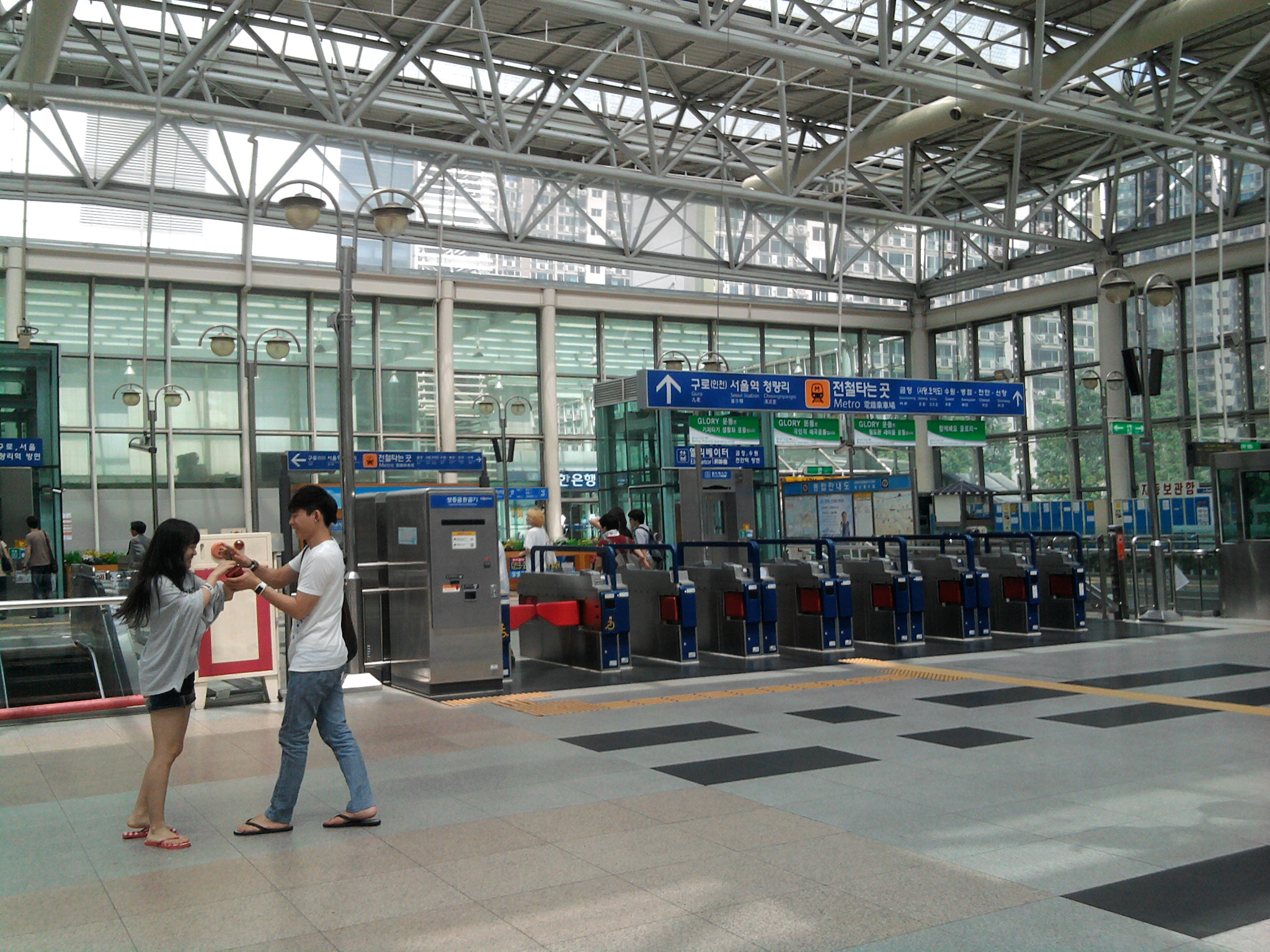
En 2011.
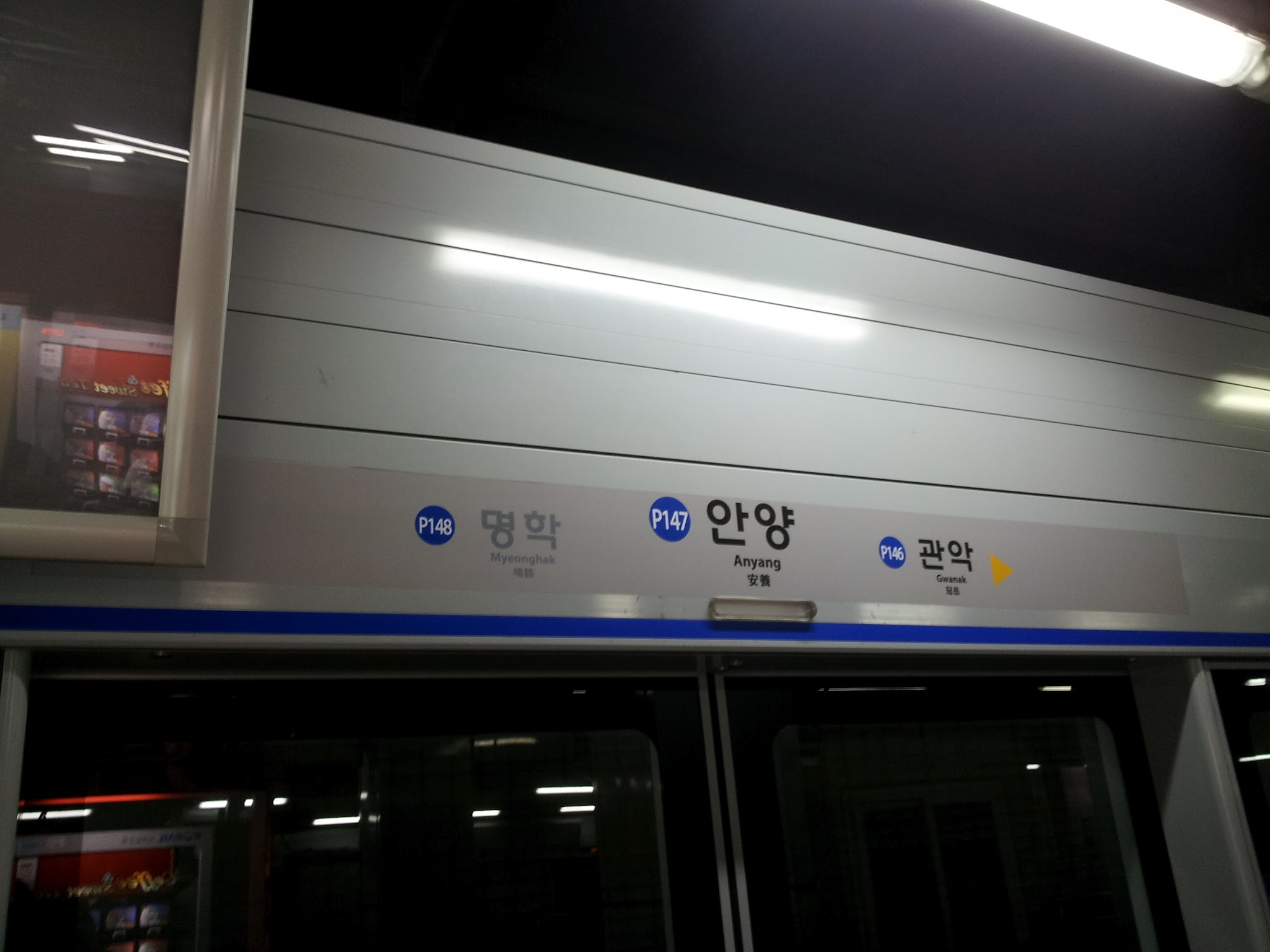
En 2012.
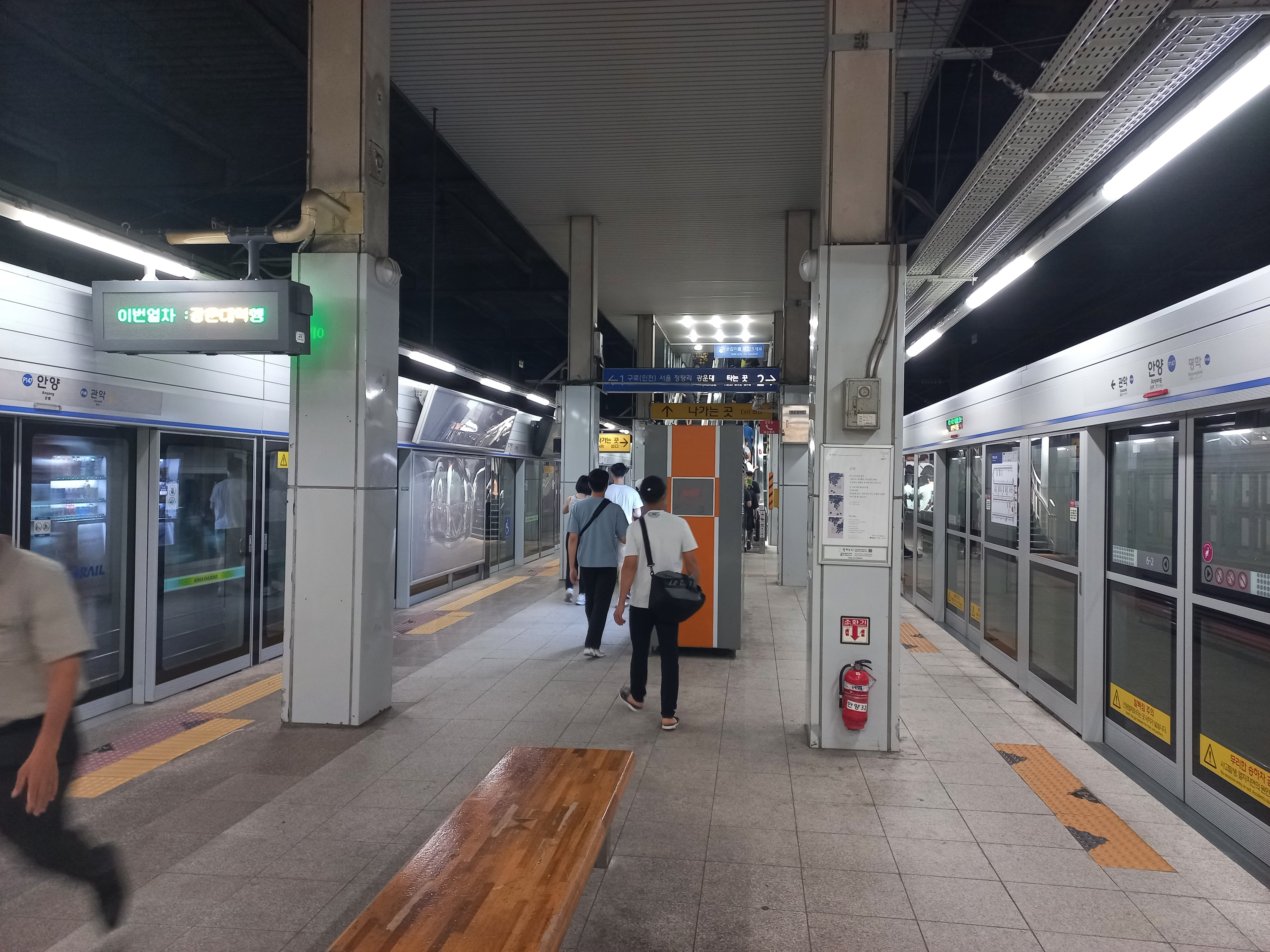
En 2023.

#### Trains Mugunghwa-ho
Anyang est desservie par les trains korail Mugunghwa-ho.

### Intermodalité
Des arrêts de bus sont situés à proximité.

## À proximité
La station dessert notamment le Temple Sammaksa et le Parc artistique d'Anyang.